# مووردیک
مووردیک (به آلمانی: Moordiek) یک شهر در آلمان است که در اشتاینبورگ واقع شده‌است. مووردیک ۱۲۲ نفر جمعیت دارد.